# Tudománykommunikáció

A tudománykommunikáció egyszerre jelenti a tudomány laikusok számára történő bemutatását, a tudományon belüli kommunikációt (publikáció, prezentáció stb.) és mindennek a tudományos elméletét. 
A tudománykommunikáció meghatározására számtalan elmélet született. Bryant a tudománykommunikációt folyamatként értelmezi, amely során a tudományos kultúra és tudás beszivárog a tág értelemben vett kultúrába.  Archiválva 2013. február 11-i dátummal a Wayback Machine-ben Bruce Lewenstein, a Cornell Egyetem tanára, a Kommunikáció Intézet tagja, rámutat arra, hogy a tudománykommunikáció különböző szükségletekből merít. Egyéni szükséglet nyilvánul meg a tudománykommunikációba, amikor egy betegnek el kell döntenie, milyen gyógyszert vegyen be. A közegészségügyet érintő kérdésekben azonban a nemzeti szükséglet jelenik meg. Mindezek mellett a kutató szerint kulturális szükségletet elégítünk ki akkor, amikor pusztán magáról a tudományról „szólunk” azért, hogy annak szépségét bemutassuk. 
A tudománykommunikáció egy interdiszciplináris rendszer, amely ötvözi a természettudományra és a társadalomtudományra vonatkozó szabályrendszereket. Egyszerre érvényesül benne a természettudományra jellemző szigorú szabályrendszer és a társadalomtudományra jellemző demokratikusság. Alapvetése a tudósok és laikusokként értékelt közönség ismeretei közötti különbség, amely vonatkozik egyrészt konkrétan a tudományos ismeretekre, másrészt egymásra. Fontos megjegyezni, hogy a tudósok is laikusok minden olyan területen, amely nem a szakterületük, ugyanakkor a laikus is értékelhető tudósnak olyan területen, amelynek szakértője. A tudománykommunikáció szűken értelmezett aktorai a tudósok, a tudománykommunikációs szakemberek, tudománymenedzserek, a média és a laikus közönség. Tág értelmezésben megjelenhet a politikai szféra, amennyiben tudománydiplomáciáról beszélünk.
A tudománykommunikáció fogalma a magyar felsőoktatás területén sem ismeretlen. 2011-ben az Eötvös Loránd tudományegyetem Természettudományi Karán indult a "Tudománykommunikáció a természettudományban" elnevezésű mesterképzés. Bár a szakirány 2018-ban megszűnt, az innen kikerülő hallgatók többsége múzeumoknál, kulturális intézeteknél helyezkedett el, mint kommunikációs munkatárs.

## A tudománykommunikáció kutatásának irányai
A tudománykommunikáció kutatásának irányai rendkívül szerteágazóak. A terület kulcsfogalmai a PUS (public understanding of science), azaz a tudomány társadalmi megítélése, a SL (science literacy), amely a tudományos műveltséget jelenti és az SC (science culture), azaz a tudományos kultúra. A tudományterület kutatásának korai szakaszában a publikus tudományfelfogás vizsgálata állt, illetve az egyes társadalmak, csoportok tudományról alkotott értelmezésének vizsgálata ma is meghatározó kutatási terület, amely összefügg a tudományos műveltség valamint a tudományos kultúra vizsgálatával.  Ezek mellett megjelentek speciális kutatási területek, mint például a környezeti tudománykommunikáció, egészségügyi tudománykommunikáció vagy a tudománydiplomácia. Mára azt láthatjuk, hogy a tudománykommunikáció, rendkívül széles spektrumban kutatott terület. A legjelentősebb kutatások az Egyesült Államokban és Nagy-Britanniában folynak, ugyanakkor nem elhanyagolható például Új-Zélandon és ázsiai bizonyos térségében zajló kutatások sem.

## A tudománykommunikáció nem hagyományos színterei
Science Café, Café Scientific, Tudományos Kávéház, TudásPresszó – számtalan névváltozatot sorolhatnánk. Mindegyik esemény lényege egy és ugyanaz: a tudományt és a tudományos világ szereplőit a kulturális élet szerves részévé tenni. A közönség olyan helyszínen találkozhat a tudománnyal, amelyben otthonosan mozog, amelynek ismeri a szabályait, ahová szívesen ellátogat, amely a mindennapjainak része: egy kávézóban. Gyakori vád a kutatókkal szemben, hogy elefántcsonttoronyba zárva, a társadalom felé nem elég nyitottan folytatják kutatásaikat. Ez a kezdeményezés éppen ezzel a sztereotípiával megy szembe. Megmutatja, hogy van közös nyelve kutatóknak és érdeklődőknek, és ebben egy olyan helyszín segíthet, ahol mindkét fél, a közönség és a meghívott kutató is egyenrangú félként lehet jelen. Emellett a kávézók, kávéházak atmoszférája, történetisége és társadalmi életben betöltött szerepe is hozzájárul e rendezvények hangulatához és kulturális töltetéhez.